# Estilo Enrique IV

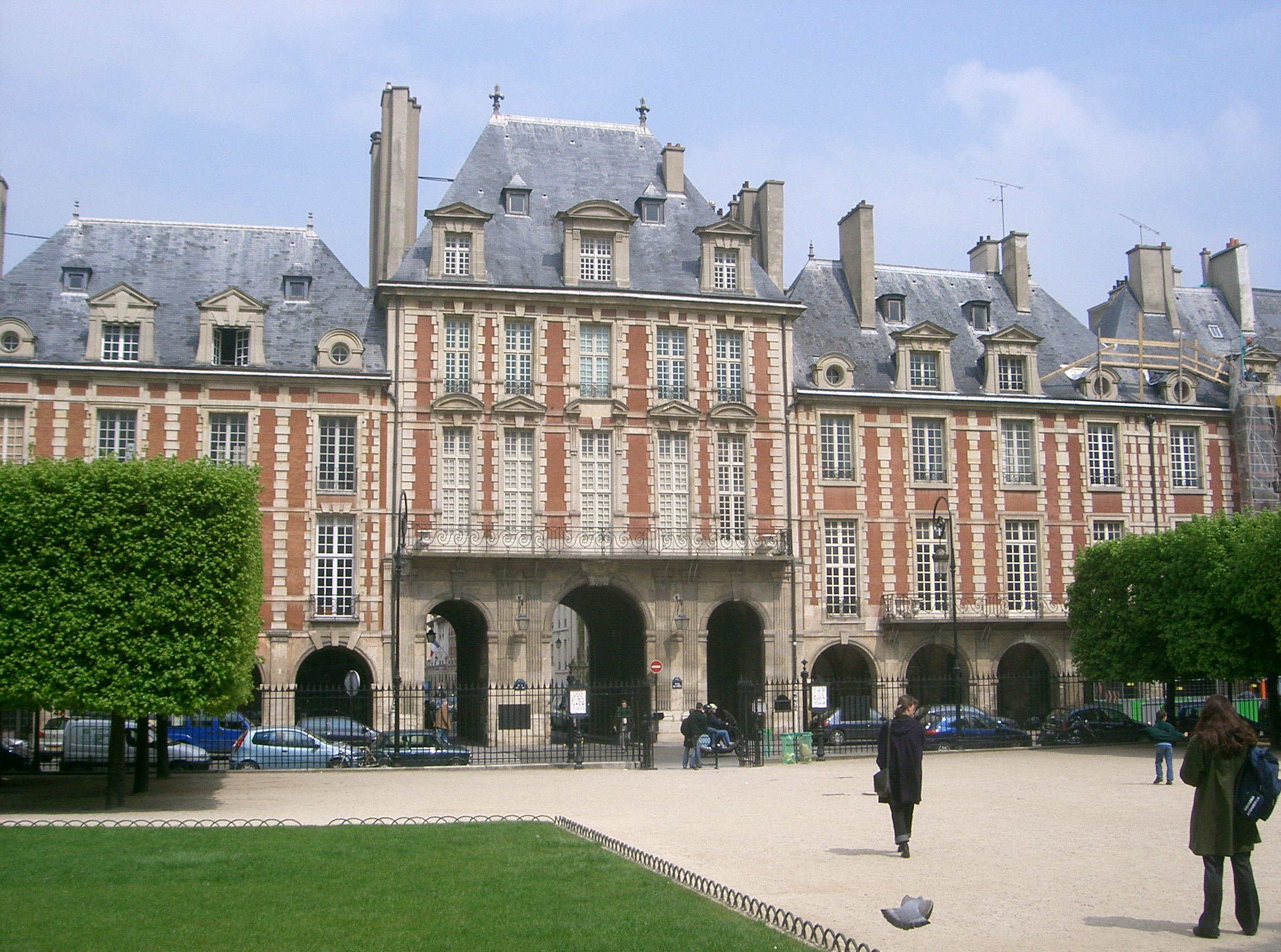
Place des Vosges.

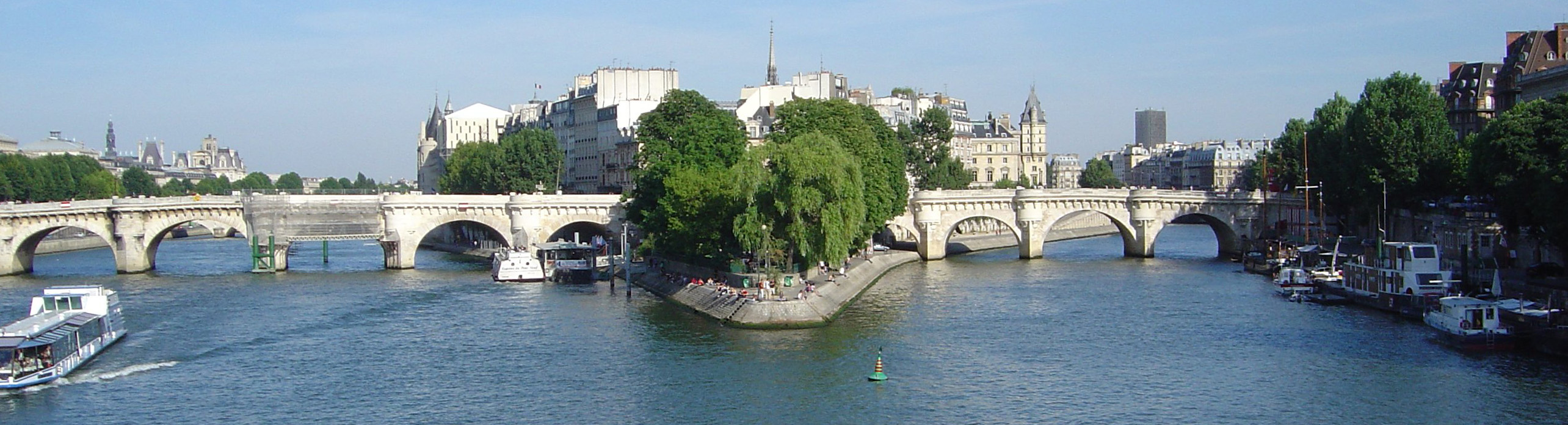
Pont Neuf.

Estilo Enrique IV (Henri IV) es el estilo artístico, particularmente en la arquitectura y las artes decorativas, que predominó en la Francia de la época de Enrique IV (1589–1610). Su prolongación en las décadas siguientes es el denominado Estilo Luis XIII. Ambos se encuentran entre el Renacimiento y el Barroco. La segunda escuela de Fontainebleau, todavía activa, no se considera comprendida en el "estilo Enrique IV".
Para la Encyclopædia Britannica, el estilo asociado a este rey se caracteriza por el carácter de este, un hombre con un gran concepto, que no se perdía en detalles.
La arquitectura de la época sigue los modelos italianos de Jacopo Vignola y los textos clásicos de Vitruvio.
La modernización de París fue una de las mayores preocupaciones del rey (a quien se atribuye la frase "París bien vale una misa"). Como mayor ejemplo de la nueva concepción urbanística quedó la Place des Vosges. También al reinado de Enrique pertenece el Pont Neuf, la Place Dauphine, y algunas partes del Château de Fontainebleau y del Palais du Louvre (la galería baja de Bord-de-l’Eau ). El arquitecto Louis Métezau levantó los primeros hôtels en 1605.
Se recurrió a artesanos flamencos, que se instalaron en el Louvre como un seminario de meilleurs et plus souffisans ouvriers, entre los que estuvo el ebanista Laurent Stabre. También se envió a artesanos a aprender sus oficios en Flandes.
También de Flandes se trajo una colonia de tapiceros flamencos, que se estableció en la antigua tintorería de los Gobelinos. Entre ellos estaban François de La Planche (procedente de Amberes) y Marc de Coomans (procedente de Oudenaarde). Entre sus obras estuvieron la Historia de Artemisa y la Historia de Coriolano, con modelos de Henri Lerambert y Laurent Guyot.

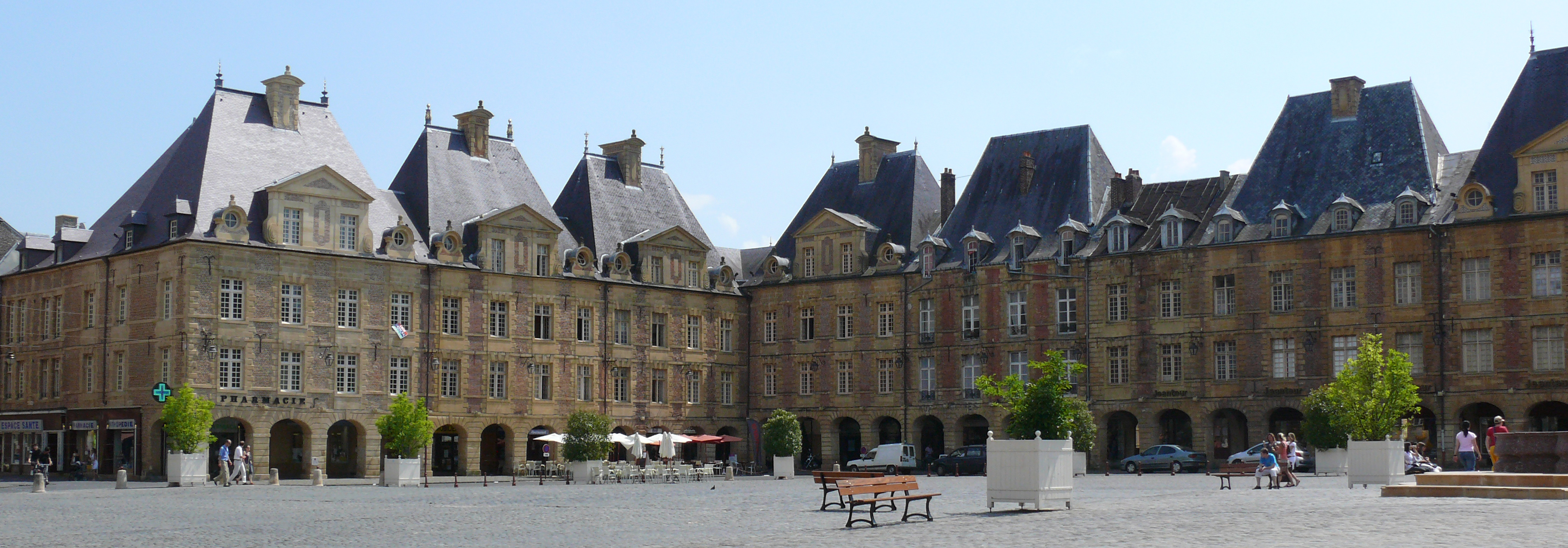
Place Ducale de Charleville-Mézières. Construida en 1606 por Clément Métezeau, es la "hermana gemela" de la Place des Vosges de París. Es un rectángulo de 127 x 90 metros, con 27 pabellones de estilo Henri IV o Louis XIII, que obedecen a la llamada règle de 4 : 4 travées, 4 baies à chaque étage, 4 lucarnes et 4 oculi sur le toit.